# Iyanoor, Honnali
Iyanoor là một làng thuộc tehsil Honnali, huyện Davanagere, bang Karnataka, Ấn Độ.